# カナダヅル
カナダヅル（加奈陀鶴、学名：Antigone canadensis）は、ツル目ツル科に分類される鳥類の一種である。

## 分布
北アメリカとシベリア北東部極地で繁殖し、冬季はアメリカ南西部に渡る。中国、大韓民国などのアジア東部では迷鳥として記録されることがあり、また西ヨーロッパでは極めて珍しい迷鳥である。
日本では、稀な冬鳥としてほぼ毎年1-2羽が記録されている。記録は北海道から九州まで各地であるが、多くはタンチョウやナベヅルの群れに混じっているところを記録されたものである。

## 形態
大きさは、亜種によってさまざまである。
- A. c. canadensis (Lesser Sandhill Crane) メスの平均：3.34 kg, 98 cm, 翼長 1.6 m.
- A. c. tabida (Greater Sandhill Crane) オスの平均：5 kg, 119 cm, 翼長 2.12 m.

日本に飛来する亜種は A. c. canadensis とされているが、本種は日本に飛来するツル類の中でも小型の部類に入る。雌雄はよく似た姿をしている。
成鳥は灰色である。翼には褐色みを帯びた羽が混ざっている。前頭部は赤く、頬が白く、暗色の長く尖った口ばしをもつ。足は暗色で長く、飛行の際には後に長く延びた足と、まっすぐ保った長い首が特徴的である。
幼鳥は、上半身は赤みを帯びた茶色、下半身は灰色である。前頭部は赤くない。
北アメリカの湿地に生息する大型で灰色の鳥には、他にオオアオサギがいる。オオアオサギはカナダヅルと大きさはほぼ同じで、時に間違って「ツル」と呼ばれるが、羽や体格、飛び方がカナダヅルとはまったく違う（オオアオサギは首を伸ばさず、体の方に折り畳むようにして飛行する）。

## 生態
繁殖地ではツンドラや草原地帯の沼や湿地に生息し、つがいで広い縄張りを持っている。枯れ草を積み上げて巣を作り、2卵を産む。抱卵は雌雄ともに行い、抱卵日数は約30日である。越冬地では、通常群れで生活する。

## 化石
カナダヅルは、現生鳥類の中で最も古い化石を有しており、900万年前の化石に現在のカナダヅルと全く同じ鳥が記録されている。

## 分類
本種は以前はツル属（Grus）に分類されていたが、分子系統学による研究により本種を含む4種がマナヅル属（Antigone）に再分類されることとなった。
5種類の亜種がある。（IOC World Bird List v14.2では亜種tabidaと亜種rowaniは同一亜種としている。eBird/Clements Checklist v2024 と HBW and BirdLife International Illustrated Checklist of the Birds of the World v9では別亜種としている）
- Lesser Sandhill Crane (A. c. canadensis) カナダヅル
- Greater Sandhill Crane (A. c. tabida/rowani)
- Florida Sandhill Crane (A. c. pratensis)
- Mississippi Sandhill Crane (A. c. pulla) Endangered
- Cuban Sandhill Crane (A. c. nesiotes)

6亜種の内、アメリカ合衆国メキシコ湾沿岸に生息するMississippi Sandhill Crane、フロリダ州およびジョージア州に生息する Florida Sandhill Crane、キューバに生息するCuban Sandhill Craneは留鳥である。その他の亜種は、メキシコの南に位置するアメリカ合衆国南西部に渡る。アメリカ中部のネブラスカのサンドヒル端のプラット川は、渡りの途中に45万羽以上のカナダヅルが立ち寄る、重要な滞在地となっている。

## 繁殖地
カナダヅルの繁殖地はカナダ中部及び北部、アラスカ、アメリカ合衆国中西部と南東部、シベリア、キューバなどの沼地及び湿原である。水生植物の生い茂る場所や水辺の地面が営巣地となる。
草などを積んで作った巣に雌が二つの卵を産む。ツルはつがいで一生を過ごすため、両親が幼鳥に餌を与えるが、幼鳥はほどなく自分で餌をとることができるようになる。カナダヅルが繁殖行動を始めるのは生後2年から7年ほど経ってからである。野生のもので寿命は25年ほどだが、飼育個体ではその2倍以上生きることが知られている。雌雄のつがいは一年を通じて行動を共にし、生まれた子供とともに南へと渡る。

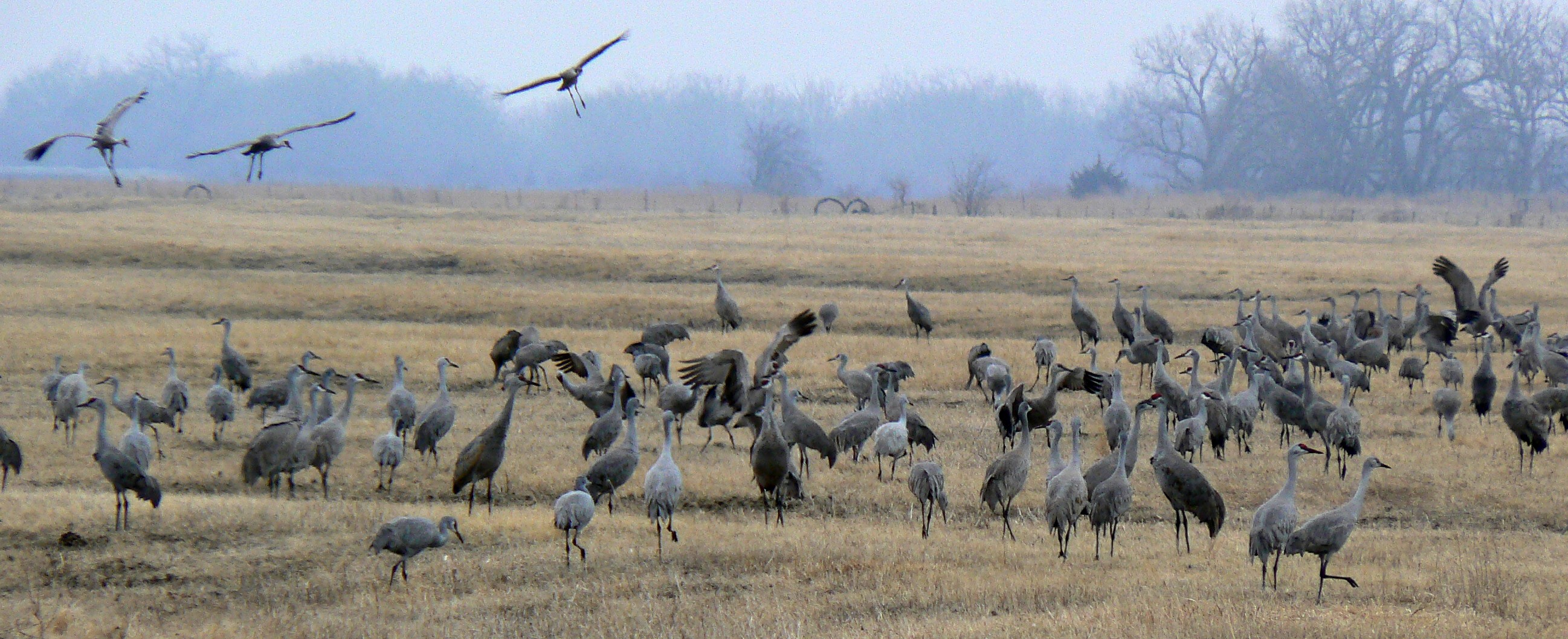
カナダヅルの群れ（ネブラスカ州の中部）

浅い水場や湿原で歩き回り、時折その嘴も使って餌を探す。雑食性で、昆虫類や水辺の動植物、齧歯類、植物の種や実を食べる。営巣時期以外は大きな群れをなし、耕作地で探餌行動をとることも多い。
またカナダヅルは、激減したアメリカシロヅルの個体数回復のため、抱卵と子育てを行う里親として利用されたことがある。しかしカナダヅルに育てられたアメリカシロヅルは他の個体を自分と同種の生き物であると認識できず失敗に終わった。アメリカシロヅルとカナダヅルがつがいを組むこともなかった。
フロリダの亜種は住宅の敷地内でも見かけることがあり、人が近づいても怖がらない。地面に落ちていたり、人間が与えたりした、トウモロコシの穀粒や市販の鳥の餌なども食べる。フロリダ中北部では人家の庭に一年を通して姿を現すが、つがいで、もしくはまだ若い幼鳥を連れてやってくることも多い。

## ギャラリー

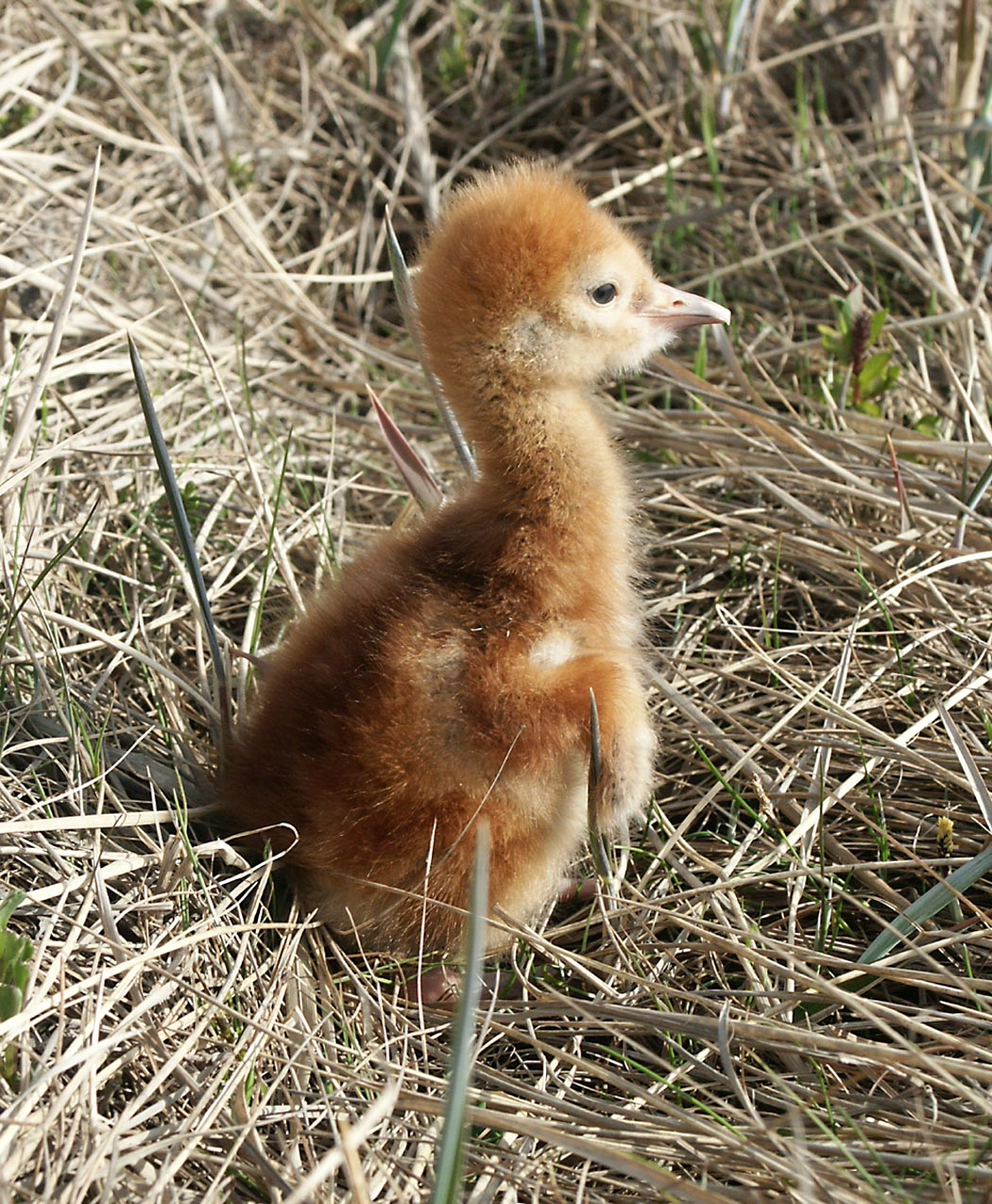
カナダヅルの雛
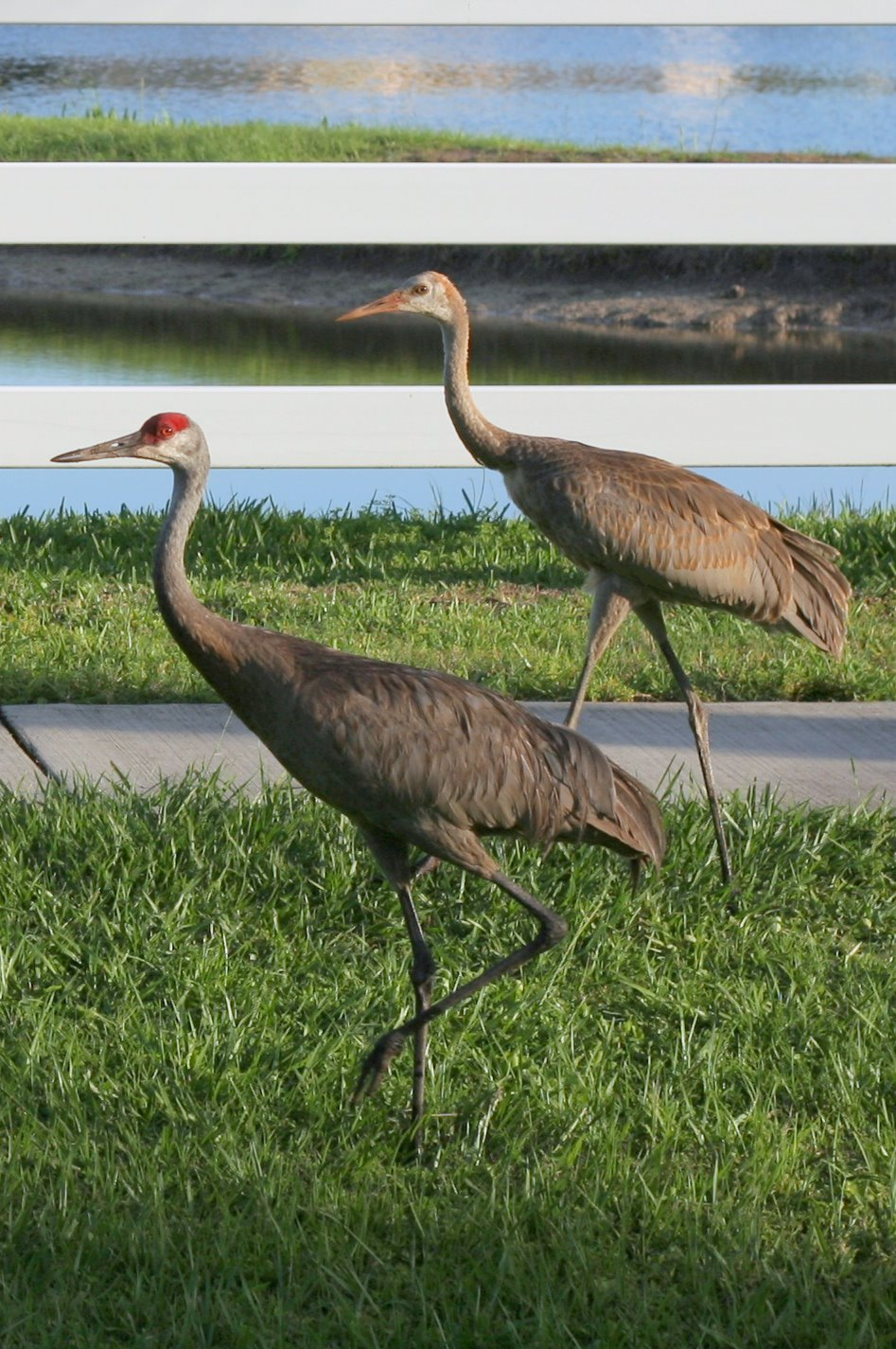
若鳥と成鳥
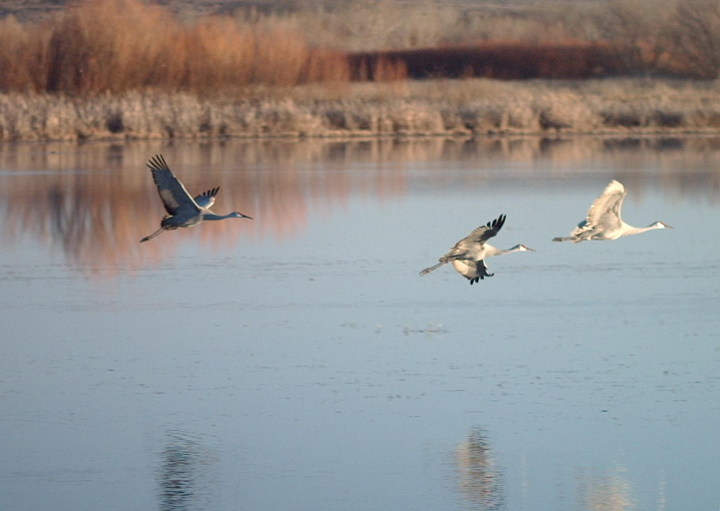
ボスクデルアパシェ国立野生生物保護区にて